# Spatzen-Quartett Regensburg
Das Spatzen-Quartett Regensburg ist ein deutsches Männergesangsquartett.

## Geschichte
Das Spatzen-Quartett Regensburg wurde 1991 von vier ehemaligen Regensburger Domspatzen gegründet (daher auch der Name des Ensembles):
- Oliver Rusin (1. Tenor)
- Christoph Meixner (2. Tenor) (bis 2001[1])
- Michael Weigert (2. Tenor) (ab 2001)
- Lorenz Renner (Bariton)
- Albert Wimber (Bass) (bis 2022)
- Andreas Büchner (Bass) (ab 2023)

Das umfangreiche Repertoire erstreckt sich vom Gregorianischen Choral über geistliche und weltliche Werke der klassischen und romantischen Vokalpolyphonie bis hin zu Barbershop-Songs,  Stücken im Stile der Comedian Harmonists und modernen Pop-Arrangements.
1994 errang das Spatzen-Quartett beim internationalen Smetana-Chorwettbewerb im tschechischen Litomyšl das Goldene Diplom in der Sonderkategorie Kammerchöre sowie den Bedřich-Smetana-Pokal als bester Männerchor.
2004 wurde das Spatzenquartett mit dem Kulturförderpreis der Stadt Regensburg ausgezeichnet.
Das Spatzen-Quartett war schon wiederholt im ARD-Fernsehen, im ZDF und im Bayerischen Fernsehen zu sehen, unter anderem in Sendungen mit Gunther Emmerlich, Günter Wewel und Marianne und Michael. 2004 wurde das Spatzen-Quartett mit dem Kulturförderpreis der Stadt Regensburg ausgezeichnet.
Konzertreisen führten die Sänger nicht nur ins europäische Ausland, sondern schon alleine vier Mal in die USA, wo sie unter anderem im Epcot Center in Disneyworld sowie in der deutschen Botschaft in Washington auftraten. 2017 vertraten sie ihre Heimatstadt bei mehreren Veranstaltungen in Regensburgs Partnerstadt Budavár, einem Stadtbezirk von Budapest.

## Diskografie (Auswahl)
- 1993: … nimm mein Herz mit auf die Reise
- 1993: Machet die Tore weit (Weihnachtslieder)
- 1996: Wir sind verliebt …
- 1997: Es ist heilige Nacht (Live-Mitschnitt)
- 1999: Die Dampfnudl (Maxi-CD)
- 2000: Das Fest der Bayern
- 2012: Showtime

Das Fest der Bayern war die offizielle CD der gleichnamigen Veranstaltung, die im Sommer 2000 in Regensburg stattfand. Bei diesem Fest handelte es sich um die offiziellen Feierlichkeiten des Freistaates Bayern zur Jahrtausendwende. Eines der Grußworte zur CD stammt vom damaligen bayerischen Minister für Wissenschaft, Forschung und Kunst, Hans Zehetmair.